# Paraliparis attenuatus
Paraliparis attenuatus és una espècie de peix pertanyent a la família dels lipàrids.

## Hàbitat
És un peix marí i batidemersal que viu fins als 1.651 m de fondària.

## Distribució geogràfica
Es troba al Pacífic oriental central: la badia de Panamà (5° 30′ 00″ N, 86° 8′ 30″ W).

## Observacions
És inofensiu per als humans.